# Manu Le Malin
Manu Le Malin (rodno ime Emmanuel Dauchez) je francuski producent i DJ te je jedan od predstavnika hardcore/gabber glazbe.
Nadimak "Manu le Malin" u doslovnom značenju znači "Zloćudni Manu", no zapravo bi to značilo "Pametni Malu", a ne zloćudni uopće. Također je djelovao u skupini "Palindrome"
Emmanuel je svirao nekoliko godina u europskoj techno sceni kada se je ona proširila. Njegova glazba emitira ex-skinhead i povezanu tvrdu oštrinu koje su mu brzo donijele ugled u težoj glazbi.
Njegov preformulirani stil, kako ga je u početku predstavio na svom prvom albumu Biomechanik, približio se hardcore technu, sa zvukom koji se ponekad može usporediti s metal glazbom zbog težine i mračnih tema na koje se usredotočuje.
Svirao je na nekim zabavama, festivalima, i dodatnim albumima, ali to je bilo samo 2002. kada je Emmanuel stvorio svoj prvi, izvorno skladan album Fighting Spirit. Ovaj album nije težak za pristup kao njegovi prethodni albumi za javnost, ali se oslanja na veću raznolikost različitih podvrsta hardcorea kako bi svodio raspon stilova na što više koliko je moguće.

## Vanjske poveznice
- MySpace stranica
- Diskografija Manu Le Malina